# Wilhelm Holst
Wilhelm Conrad Holst (født 2. januar 1807 i København, død 4. marts 1898 på Frederiksberg) var en dansk skuespiller og forfatter, søn uden for ægteskab af teaterchef F.C. Holstein, gift med Elise Holst og far til Frits Holst.
Holst havde taget styrmandseksamen, inden han 14. november 1828 debuterede på Det Kongelige Teater som Don Alonzo i Preciosa. Han gjorde straks stor lykke på sit smukke ansigt, tydelige organ og sin frejdige skikkelse og blev i en årrække teatrets førsteelsker, en damernes ven, hvem alle de taknemmelige roller tildeltes.
Han bevarede sin plads i repertoiret, indtil Michael Wiehe brød igennem; senere spillede Holst værdige fædre og forsøgte sig uden held som karakterskuespiller. 31. maj 1872 optrådte han sidste gang som baron Nilus i Jeppe på bjerget. Han forfattede til det kongelige Teater 6 skuespil, blandt hvilke navnlig Slaget i Køge-Bugt gjorde lykke.
Som marineløjtnant deltog Holst med hæder i den første slesvigske krig og skrev en bog om Felttogene 1848, 1849 og 1850, en folkelig skildring, der blev meget populær. I mange år var han formand for selskabet De danske Vaabenbrødre.
Holst blev Dannebrogsmand 1849, Ridder af Dannebrog 1852 og modtog Fortjenstmedaljen i guld 1884.
Han er begravet på Solbjerg Parkkirkegård.